# Franz Fuchs (Politiker, 1894)
Franz Fuchs (* 28. November 1894 in Neusattl, Böhmen; † 10. Juni 1981 in Wiesbaden) war ein deutscher Politiker (SPD).

## Leben und Beruf
Nach dem Besuch der Volksschule absolvierte Fuchs von 1908 bis 1911 eine kaufmännische Ausbildung und arbeitete anschließend bis 1916 als kaufmännischer Angestellter. Von 1916 bis 1918 nahm er als Soldat am Ersten Weltkrieg teil.
Fuchs arbeitete von 1920 bis 1928 als Gewerkschaftssekretär. 1920 wurde er zunächst Geschäftsführer und Agitationsleiter der Bezirkszahlstelle Höhr-Grenzhausen im Verband der Fabrikarbeiter Deutschlands und ab 1921 Gewerkschaftsangestellter in Worms. Dort wurde er 1928 Leiter des Ortsausschusses des Allgemeinen Deutschen Gewerkschaftsbundes (ADGB), gleichzeitig Arbeitersekretär in Stadtrat der SPD. Nach der „Machtergreifung“ der Nationalsozialisten wurde er entlassen kurzfristig verhaftet und unter Polizeiaufsicht gestellt. Er zog nach Wiesbaden und arbeitete dort zunächst als Reisender und dann aber wieder bis 1945 als kaufmännischer Angestellter.
Nach dem Zweiten Weltkrieg arbeitete Fuchs in der kommunalen Verwaltung. Von 1962 bis 1966 war er Vorsitzender des Landeskuratoriums Hessen des Kuratoriums Unteilbares Deutschland.

## Partei
Fuchs war Mitglied der SPD.

## Abgeordneter
Fuchs war von 1928 bis 1933 Ratsmitglied der Stadt Worms.
Fuchs wurde 1946 in die Stadtverordnetenversammlung der Stadt Wiesbaden gewählt und war dort von 1948 bis 1962 Stadtverordnetenvorsteher. Dem hessischen Landtag gehörte er von 1954 bis 1966 an. Vom 1. Dezember 1962 bis zum 1. Dezember 1966 amtierte er als Präsident des Landtags.
Er war Mitglied der 4. Bundesversammlung.

## Ehrungen
- 1962: Großes Bundesverdienstkreuz
- 1970: Wilhelm-Leuschner-Medaille